# 김영식 (레슬링 선수)
김영식(1967년 11월 17일~)은 조선민주주의인민공화국의 전직 레슬링 선수이다. 1992년 하계 올림픽에서 남자 자유형 밴텀급 동메달을 획득했으며 세계 선수권 대회에서 2회 우승했다.